# MPI (ген)
MPI (англ. Mannose phosphate isomerase) – білок, який кодується однойменним геном, розташованим у людей на 15-й хромосомі. Довжина поліпептидного ланцюга білка становить 423 амінокислот, а молекулярна маса — 46 656.
| 10         |  | 20         |  | 30         |  | 40         |  | 50         |
| ---------- |  | ---------- |  | ---------- |  | ---------- |  | ---------- |
| MAAPRVFPLS |  | CAVQQYAWGK |  | MGSNSEVARL |  | LASSDPLAQI |  | AEDKPYAELW |
| MGTHPRGDAK |  | ILDNRISQKT |  | LSQWIAENQD |  | SLGSKVKDTF |  | NGNLPFLFKV |
| LSVETPLSIQ |  | AHPNKELAEK |  | LHLQAPQHYP |  | DANHKPEMAI |  | ALTPFQGLCG |
| FRPVEEIVTF |  | LKKVPEFQFL |  | IGDEAATHLK |  | QTMSHDSQAV |  | ASSLQSCFSH |
| LMKSEKKVVV |  | EQLNLLVKRI |  | SQQAAAGNNM |  | EDIFGELLLQ |  | LHQQYPGDIG |
| CFAIYFLNLL |  | TLKPGEAMFL |  | EANVPHAYLK |  | GDCVECMACS |  | DNTVRAGLTP |
| KFIDVPTLCE |  | MLSYTPSSSK |  | DRLFLPTRSQ |  | EDPYLSIYDP |  | PVPDFTIMKT |
| EVPGSVTEYK |  | VLALDSASIL |  | LMVQGTVIAS |  | TPTTQTPIPL |  | QRGGVLFIGA |
| NESVSLKLTE |  | PKDLLIFRAC |  | CLL        |  |            |  |            |

A: Аланін

C: Цистеїн

D: Аспарагінова кислота

E: Глутамінова кислота

F: Фенілаланін

G: Гліцин

H: Гістидин

I: Ізолейцин

K: Лізин

L: Лейцин

M: Метіонін

N: Аспарагін

P: Пролін

Q: Глутамін

R: Аргінін

S: Серин

T: Треонін

V: Валін

W: Триптофан

Кодований геном білок за функціями належить до ізомераз, фосфопротеїнів. 
Задіяний у таких біологічних процесах, як ацетилювання, альтернативний сплайсинг. 
Білок має сайт для зв'язування з іонами металів, іоном цинку. 
Локалізований у цитоплазмі.